# Cúp vàng nữ CONCACAF 2006
Cúp vàng nữ CONCACAF 2006 diễn ra tại Hoa Kỳ từ 19 tháng 11 đến 26 tháng 11 năm 2006. Giải được tổ chức nhằm chọn ra các đại diện của khu vực Bắc, Trung Mỹ và Caribe tham dự Giải vô địch bóng đá nữ thế giới 2007. Hoa Kỳ và Canada giành suất trực tiếp vào vòng chung kết trong khi đội hạng ba México dự trận play-off với Nhật Bản.

## Vòng loại

### Vòng loại Trung Mỹ
Các đội đầu bảng lọt vào vòng chung kết.

#### Bảng A
| Đội         | Tr | T | H | B | BT | BB | Đ |
| ----------- | -- | - | - | - | -- | -- | - |
| México      | 2  | 2 | 0 | 0 | 17 | 0  | 6 |
| Nicaragua   | 2  | 1 | 0 | 1 | 2  | 10 | 3 |
| El Salvador | 2  | 0 | 0 | 2 | 1  | 10 | 0 |
| Belize      | 0  | 0 | 0 | 0 | 0  | 0  | 0 |

| México | 9–0 | Nicaragua |
| ------ | --- | --------- |
|        |     |           |

| Nicaragua | 2–1 | El Salvador |
| --------- | --- | ----------- |
|           |     |             |

| México | 8–0 | El Salvador |
| ------ | --- | ----------- |
|        |     |             |

#### Bảng B
| Đội        | Tr | T | H | B | BT | BB | Đ |
| ---------- | -- | - | - | - | -- | -- | - |
| Panama     | 2  | 2 | 0 | 0 | 5  | 0  | 6 |
| Guatemala  | 2  | 1 | 0 | 1 | 2  | 4  | 3 |
| Costa Rica | 2  | 0 | 0 | 2 | 1  | 4  | 0 |
| Honduras   | 0  | 0 | 0 | 0 | 0  | 0  | 0 |

| Guatemala | 2–1 | Costa Rica |
| --------- | --- | ---------- |
|           |     |            |

| Panama | 2–0 | Costa Rica |
| ------ | --- | ---------- |
|        |     |            |

| Panama | 3–0 | Guatemala |
| ------ | --- | --------- |
|        |     |           |

### Vòng loại Caribe
Cúp bóng đá nữ Caribe có 22 đội tham gia, trong đó hai đội được vào vòng chung kết.

#### Vòng sơ loại
Các đội Quần đảo Turks và Caicos, Grenada và Saint Kitts và Nevis đi tiếp vào vòng một do các đối thủ lần lượt là Bahamas, Guyana và Montserrat bỏ cuộc.
| Barbados | 0–1 | Antigua và Barbuda |
| -------- | --- | ------------------ |
|          |     |                    |

| Antigua và Barbuda | 0–0 | Barbados |
| ------------------ | --- | -------- |
|                    |     |          |

Antigua và Barbuda thắng với tổng tỉ số 1–0.
| Quần đảo Cayman | 1–2 | Antille thuộc Hà Lan |
| --------------- | --- | -------------------- |
|                 |     |                      |

| Antille thuộc Hà Lan | 1–0 | Quần đảo Cayman |
| -------------------- | --- | --------------- |
|                      |     |                 |

Antille thuộc Hà Lan thắng với tổng tỉ số 3–1.
| Quần đảo Virgin thuộc Anh | 1–3 | Quần đảo Virgin thuộc Mỹ |
| ------------------------- | --- | ------------------------ |
|                           |     |                          |

| Quần đảo Virgin thuộc Mỹ | 5–0 | Quần đảo Virgin thuộc Anh |
| ------------------------ | --- | ------------------------- |
|                          |     |                           |

Quần đảo Virgin thuộc Mỹ thắng với tổng tỉ số 8–1.

#### Vòng một
Các đội đằu bảng, lọt vào vòng chung kết. Haiti không thể góp mặt ở bảng B do bị từ chối nhập cảnh vào Aruba, do đó họ được sắp xếp đá trận play-off với đội đầu bảng B, Suriname. Haiti giành chiến thắng trong trận play-off, tuy nhiên Suriname đi tiếp với tư cách đội nhì xuất sắc nhất cùng Bermuda.
Bảng A
Trận đấu giữa, Bermuda và Cộng hòa Dominica phải bước vào hiệp phụ sau khi hai đội hòa 1–1 trong 90 phút. Bảng xếp hạng tính cả bàn thắng trong hiệp phụ.
| Đội                      | Đ | Tr | T | H | B | BT | BB | HS  |
| ------------------------ | - | -- | - | - | - | -- | -- | --- |
| Cộng hòa Dominica        | 9 | 3  | 3 | 0 | 0 | 11 | 2  | +11 |
| Bermuda                  | 6 | 3  | 2 | 0 | 1 | 9  | 4  | +5  |
| Quần đảo Virgin thuộc Mỹ | 3 | 3  | 1 | 0 | 2 | 4  | 7  | −3  |
| Quần đảo Turks và Caicos | 0 | 3  | 0 | 0 | 3 | 0  | 11 | −11 |

| Cộng hòa Dominica | 3–1 | Quần đảo Virgin thuộc Mỹ |
| ----------------- | --- | ------------------------ |
|                   |     |                          |

| Bermuda | 4–0 | Quần đảo Turks và Caicos |
| ------- | --- | ------------------------ |
|         |     |                          |

| Bermuda | 4–1 | Quần đảo Virgin thuộc Mỹ |
| ------- | --- | ------------------------ |
|         |     |                          |

| Cộng hòa Dominica | 5–0 | Quần đảo Turks và Caicos |
| ----------------- | --- | ------------------------ |
|                   |     |                          |

| Quần đảo Virgin thuộc Mỹ | 2–0 | Quần đảo Turks và Caicos |
| ------------------------ | --- | ------------------------ |
|                          |     |                          |

| Cộng hòa Dominica | 3–1 | Bermuda |
| ----------------- | --- | ------- |
|                   |     |         |

Bảng B
| Đội                                                                               | Đ | Tr | T | H | B | BT | BB | HS |
| --------------------------------------------------------------------------------- | - | -- | - | - | - | -- | -- | -- |
| Haiti bị từ chối nhập cảnh, nhưng được đá trận play-off với đội đầu bảng Suriname |   |    |   |   |   |    |    |    |
| Suriname                                                                          | 6 | 2  | 2 | 0 | 0 | 10 | 1  | +9 |
| Antille thuộc Hà Lan                                                              | 3 | 2  | 1 | 0 | 1 | 3  | 8  | −5 |
| Aruba                                                                             | 0 | 2  | 0 | 0 | 2 | 1  | 5  | −4 |

| Suriname | 7–1 | Antille thuộc Hà Lan |
| -------- | --- | -------------------- |
|          |     |                      |

| Aruba | 1–2 | Antille thuộc Hà Lan |
| ----- | --- | -------------------- |
|       |     |                      |

| Aruba | 0–3 | Suriname |
| ----- | --- | -------- |
|       |     |          |

Playoff
| Suriname | 0–3 | Haiti |
| -------- | --- | ----- |
|          |     |       |

Bảng C
| Đội                  | Đ | Tr | T | H | B | BT | BB | HS  |
| -------------------- | - | -- | - | - | - | -- | -- | --- |
| Jamaica              | 9 | 3  | 3 | 0 | 0 | 27 | 0  | +27 |
| Saint Lucia          | 6 | 3  | 2 | 0 | 1 | 5  | 8  | −3  |
| Saint Kitts và Nevis | 3 | 3  | 1 | 0 | 2 | 5  | 16 | −11 |
| Antigua và Barbuda   | 0 | 3  | 0 | 0 | 3 | 3  | 16 | −13 |

| Saint Kitts và Nevis | 3–2 | Antigua và Barbuda |
| -------------------- | --- | ------------------ |
|                      |     |                    |

| Jamaica | 5–0 | Saint Lucia |
| ------- | --- | ----------- |
|         |     |             |

| Saint Lucia | 3–2 | Saint Kitts và Nevis |
| ----------- | --- | -------------------- |
|             |     |                      |

| Jamaica | 10–0 | Antigua và Barbuda |
| ------- | ---- | ------------------ |
|         |      |                    |

| Antigua và Barbuda | 1–2 | Saint Lucia |
| ------------------ | --- | ----------- |
|                    |     |             |

| Jamaica | 11–0 | Saint Kitts và Nevis |
| ------- | ---- | -------------------- |
|         |      |                      |

Bảng D
| Đội                         | Đ | Tr | T | H | B | BT | BB | HS  |
| --------------------------- | - | -- | - | - | - | -- | -- | --- |
| Trinidad và Tobago          | 9 | 3  | 3 | 0 | 0 | 20 | 1  | +19 |
| Saint Vincent và Grenadines | 6 | 3  | 2 | 0 | 1 | 8  | 4  | +4  |
| Dominica                    | 1 | 3  | 0 | 1 | 2 | 2  | 10 | −8  |
| Grenada                     | 1 | 3  | 0 | 1 | 2 | 2  | 17 | −15 |

| Saint Vincent và Grenadines | 2–0 | Dominica |
| --------------------------- | --- | -------- |
|                             |     |          |

| Trinidad và Tobago | 10–0 | Grenada |
| ------------------ | ---- | ------- |
|                    |      |         |

| Dominica | 2–2 | Grenada |
| -------- | --- | ------- |
|          |     |         |

| Trinidad và Tobago | 4–1 | Saint Vincent và Grenadines |
| ------------------ | --- | --------------------------- |
|                    |     |                             |

| Grenada | 0–5 | Saint Vincent và Grenadines |
| ------- | --- | --------------------------- |
|         |     |                             |

| Trinidad và Tobago | 6–0 | Dominica |
| ------------------ | --- | -------- |
|                    |     |          |

#### Vòng đấu cuối
Trinidad & Tobago là chủ nhà vòng đấu cuối gồm hai bảng đấu. Đội đầu mỗi bảng lọt vào vòng chung kết.
Bảng A
| Đội                | Đ | Tr | T | H | B | BT | BB | HS  |
| ------------------ | - | -- | - | - | - | -- | -- | --- |
| Trinidad và Tobago | 6 | 2  | 2 | 0 | 0 | 12 | 1  | +11 |
| Cộng hòa Dominica  | 3 | 2  | 1 | 0 | 1 | 2  | 7  | −5  |
| Suriname           | 0 | 2  | 0 | 0 | 2 | 1  | 7  | −6  |

| Trinidad và Tobago                                         | 5–1      | Suriname   |
| ---------------------------------------------------------- | -------- | ---------- |
| James 13' · Russell 36' · St. Louis 62', 77' · Douglas 66' | Chi tiết | Rigters 7' |

| Suriname | 0–2      | Cộng hòa Dominica         |
| -------- | -------- | ------------------------- |
|          | Chi tiết | Jiménez 76' · Valerio 90' |

| Cộng hòa Dominica | 0–7      | Trinidad và Tobago                                                                            |
| ----------------- | -------- | --------------------------------------------------------------------------------------------- |
|                   | Chi tiết | St. Louis 10', 53' (ph.đ.), 57' (ph.đ.) · James 13' · Mascall 45' · Russell 68' · Cordner 71' |

Bảng B
| Đội     | Đ | Tr | T | H | B | BT | BB | HS  |
| ------- | - | -- | - | - | - | -- | -- | --- |
| Jamaica | 6 | 2  | 2 | 0 | 0 | 10 | 0  | +10 |
| Haiti   | 3 | 2  | 1 | 0 | 1 | 5  | 3  | +2  |
| Bermuda | 0 | 2  | 0 | 0 | 2 | 0  | 12 | −12 |

| Jamaica                                               | 7–0      | Bermuda |
| ----------------------------------------------------- | -------- | ------- |
| Davis 19', 76' · Reid 33', 61', 83', 88' · Duncan 89' | Chi tiết |         |

| Bermuda | 0–5      | Haiti                                           |
| ------- | -------- | ----------------------------------------------- |
|         | Chi tiết | Joseph 16', 74' · Libertin 42', 65' · Dolce 76' |

| Haiti | 0–3      | Jamaica                              |
| ----- | -------- | ------------------------------------ |
|       | Chi tiết | Mitchell 38' · Reid 48' · Duncan 89' |

## Vòng chung kết

### Vòng một
| Jamaica                | 2–0      | Panama |
| ---------------------- | -------- | ------ |
| Sullivan 4' · Reid 59' | Chi tiết |        |

| México                                      | 3–0      | Trinidad và Tobago |
| ------------------------------------------- | -------- | ------------------ |
| P. Pérez 20' · González 45' · Domínguez 67' | Chi tiết |                    |

### Bán kết
| Canada                                        | 4–0      | Jamaica |
| --------------------------------------------- | -------- | ------- |
| Sinclair 40', 71' · Wilkinson 51' · Booth 88' | Chi tiết |         |

| Hoa Kỳ           | 2–0      | México |
| ---------------- | -------- | ------ |
| Wambach 10', 64' | Chi tiết |        |

### Tranh hạng ba
| Jamaica | 0–3      | México                                  |
| ------- | -------- | --------------------------------------- |
|         | Chi tiết | Ocampo 19' (ph.đ.), 37' · Domínguez 22' |

### Chung kết
| Canada      | 1–2 (s.h.p.) | Hoa Kỳ                          |
| ----------- | ------------ | ------------------------------- |
| Hermuss 44' | Chi tiết     | Osborne 6' · Lilly 120' (ph.đ.) |